# リオデジャネイロバスジャック事件
リオデジャネイロバスジャック事件（リオデジャネイロバスジャックじけん）は、2000年6月12日にブラジルのリオデジャネイロのジャルディン・ボタニコ地区で発生したバスジャック事件。
事件当時21歳の男がアミーゴス・ウニドス社の運行する路線バス（路線名:174号線）に乗り込んで乗客に銃を突きつけ、およそ4時間にわたって中に立てこもった。 犯人は警察に投降するため車外に出た際に取り押さえられて窒息死し、警察の発砲による流れ弾で人質1名が死亡した。
ストリートチルドレンとして育った犯人はカンデラリア教会虐殺事件の生存者の一人でもあり、本事件は貧困からの金目的の犯行であったとされている。事件後、ホセ・パディーリャ監督によるドキュメンタリー映画『バス174』やブルーノ・バレット監督による映画『シティ・オブ・マッド』で本事件が取り上げられた。
この事件は発生直後からテレビ局により生中継されたため劇場型犯罪の様相を呈し、その社会的な影響力の大きさから「史上最悪のバスジャック事件」とも評される。またポータルサイトブラジル・オンライン（BOL） とIG によって、ブラジルに「衝撃を与えた」犯罪として挙げられた。

## 犯人
本事件の犯人であるサンドロ・バルボーサ・ド・ナシメント（ Sandro Barbosa do Nascimento、1978年7月7日 - 2000年6月12日）はリオデジャネイロで出生した。生まれてまもなく父親が蒸発し、母親もサンドロが9歳の時に彼の目の前で暴漢に刺殺されたため、身寄りをなくしたサンドロはそのままストリートチルドレンとしてカンデラリア教会に預けられて育った。
サンドロが15歳だった1993年7月23日、教会を警察官が襲撃し、子供8人を射殺するカンデラリア教会虐殺事件が発生する。サンドロは辛くも生存したが、成人後も貧しい暮らしは続き、窃盗や強盗、違法薬物の売買により2度の刑務所への収監歴があり、本事件も金を得る強盗の目的で引き起こされたものであった。なお、サンドロはカンデラリア教会の事件がきっかけで警察に強いトラウマと不信感を抱いており、人質にも「捕まれば逮捕ではなく殺される」と怯えていたという。

## 事件の経緯
事件現場となった路線バス174号線 (現在は 105 号線 - トロンカル 5 号線) (セントラル-ガベア)は、6月12日14時10分頃に最寄りのバス停を発車し、リオデジャネイロの中心部に向かう予定だった。サンドロは、14時25分頃にバスに乗り込んだ。
14時30分頃、乗客の一人が彼が38口径のリボルバー銃を所持しているのを発見して通報した。通報を受けた警察はバスを包囲し、乗車した警察官がサンドロに今すぐバスを降りるよう警告した。するとサンドロは逆上し、近くにいた女性Aに銃を突きつけ、「お前たちが降りろ。さもないとこいつの頭を吹っ飛ばすぞ」と警告した。運転手と車掌は車両を放棄し、乗客の一部も窓や後部ドアから飛び降りて逃走したが、残る乗客11人が人質に取られた。
バスの周囲はたちまち大混乱に陥り、やがて騒ぎを聞きつけた野次馬やマスコミが集まって来て、テレビでの生中継が始まった。15時50分頃、サンドロは車外の報道陣に向けて1発発砲。逃走用の車を用意することを要求した。
午後4時2分、人質の男性（35歳）が車の窓から脱出、サンドロの共犯容疑で一時拘束される。 また16時30分、サンドロは乗客の男性1人を解放した。この男性は商学部の学生であった。バスから降りた別の男性（28）は、「サンドロは麻薬をやっているようで、大声で叫んでいる」と話した。
Aに銃を突きつけつつ、窓から身を乗り出して要求を伝えるサンドロに対し、軍警察は特殊部隊の出動を要請した。やがて駆け付けた特殊部隊「BOPE」がバスを取り囲み、狙撃手が狙撃態勢に入った。しかしながら、生中継が行われていることで国民の目を気にした警察は狙撃に踏み切ることができず、事態は長期化した。間もなくサンドロは別の女子大学生B（23）を人質に取ると、彼女に口紅で窓に「彼は悪魔と契約している」「午後6時に人質全員を殺害する」などと書かせた。サンドロは再び窓から身を乗り出すと、警察に手榴弾とライフルを要求し、Bの殺害を繰り返し示唆した。
17時24分、脳卒中を患っていた女性Cが解放された。Cは事件後、脳卒中の悪化によって左半身麻痺と言語障害の後遺症が残ったのだという。なおもBを人質を取るサンドロはテレビカメラに向かい、「俺を映してくれ。俺はカンデラリアにいた！」「警察は卑怯者だ！」「俺には失うものは何もない」と繰り返した。
17時38分（40分とも）、サンドロは別の女性を人質に取ると、メッセージを書かせたBの上半身に布を被せて床に跪かせ、1発発砲した。車内の乗客は悲鳴を上げ、人質女性は「Bは殺された。床が血だらけになってる」と叫んだ（実際はこのときBは殺害されておらず、人質たちは皆演技をしていた（後述））。
18時44分、サンドロは松葉杖をついた男性1人を解放。その直後の45分、サンドロは突然人質女性D（20）を連れてバスを降りる。サンドロはDの髪を掴みながら、「これが交渉の最後のチャンスだ」「さもなければDを殺して自殺する」と警告した。これに対し、バスの影に隠れていたBOPE隊員1名が銃を構えつつ接近し、至近距離から発砲しながら飛びかかってサンドロを取り押さえた。しかしこの銃弾は狙いを外し、Dの顔に命中した。またサンドロは暴れながら銃を3発発砲していずれもDに命中、計4発を受けたDは病院に搬送されるも死亡した。
見物人の群衆はバスに向かって一斉に殺到した。サンドロは警官に噛みつくなどして激しく抵抗しつつもパトカーに押し込まれ、首を締め付けられたことで窒息死した。

## 事件後
バス内に突入した警官たちにより、バス内の人質は全員が解放され、射殺されたとされていたB含め全員が無傷だった。乗客たちは事件の最中、サンドロから「誰も殺さず、傷つけない」と告げられており、またサンドロがBを銃撃した際も、「100まで数えてから撃つが殺さない」と警告された後、狙いを外して体の直ぐ側を撃たれていた。そして乗客たちの悲鳴もすべて、演技であったと判明している。
事件後、サンドロを窒息死させた警察官は殺人容疑で刑事裁判にかけられたが、無罪判決を受けた。バス路線の番号「174」は欠番となり、2001年11月に「158」に変更された後「143」をへて2016年2月に「トランク5」に変更された。
死亡した女性Dはフォンタレザの墓地に埋葬され、葬儀には3000人以上が参列した。一方サンドロは2000年6月14日にリオデジャネイロの墓地に埋葬された。葬儀に参列したのは、彼の母を名乗る叔母だけであった。
事件から25年が経過した2025年6月11日には、事件現場にて追悼式典が開かれ、生存者3人（死亡した女性Dの夫、B、C）が参列した。
なおリオデジャネイロでは2019年8月20日にもバスジャックが発生している。この事件はリオデジャネイロと近隣都市のニテロイの境界にある橋の上を通行中のバス車内で、テーザー銃とガソリンを所持する男が乗客を人質に立てこもったものであり、犯人は事件発生から4時間後に警察の狙撃手により射殺され、閉じ込められていた乗客31人は全員が無事に解放された。

## 関連作品

### 映画
- 『バス174』- 2002年、ジョゼ・パジーリャ監督。
- 『シティ・オブ・マッド』- 2008年、ブルーノ・バレット監督。

### テレビ番組
- 『目撃!超逆転スクープ2 世紀の凶悪監禁犯vs決死の生還劇』- 2018年11月3日放送[13]。